# Stavkî, Odesa
Stavkî (în ucraineană Ставки) este un sat în comuna Dobroslav din raionul Odesa, regiunea Odesa, Ucraina.

## Demografie
Componența lingvistică a localității Stavkî
     Ucraineană (93,71%)
     Rusă (5,71%)
     Alte limbi (0,57%)
Conform recensământului din 2001, majoritatea populației localității Stavkî era vorbitoare de ucraineană (93,71%), existând în minoritate și vorbitori de rusă (5,71%).